# Halothamnus bottae
Halothamnus bottae es una especie de planta herbácea del género Halothamnus, que ahora está incluido en la familia Amaranthaceae, (anteriormente Chenopodiaceae). Es originaria de la península arábiga.

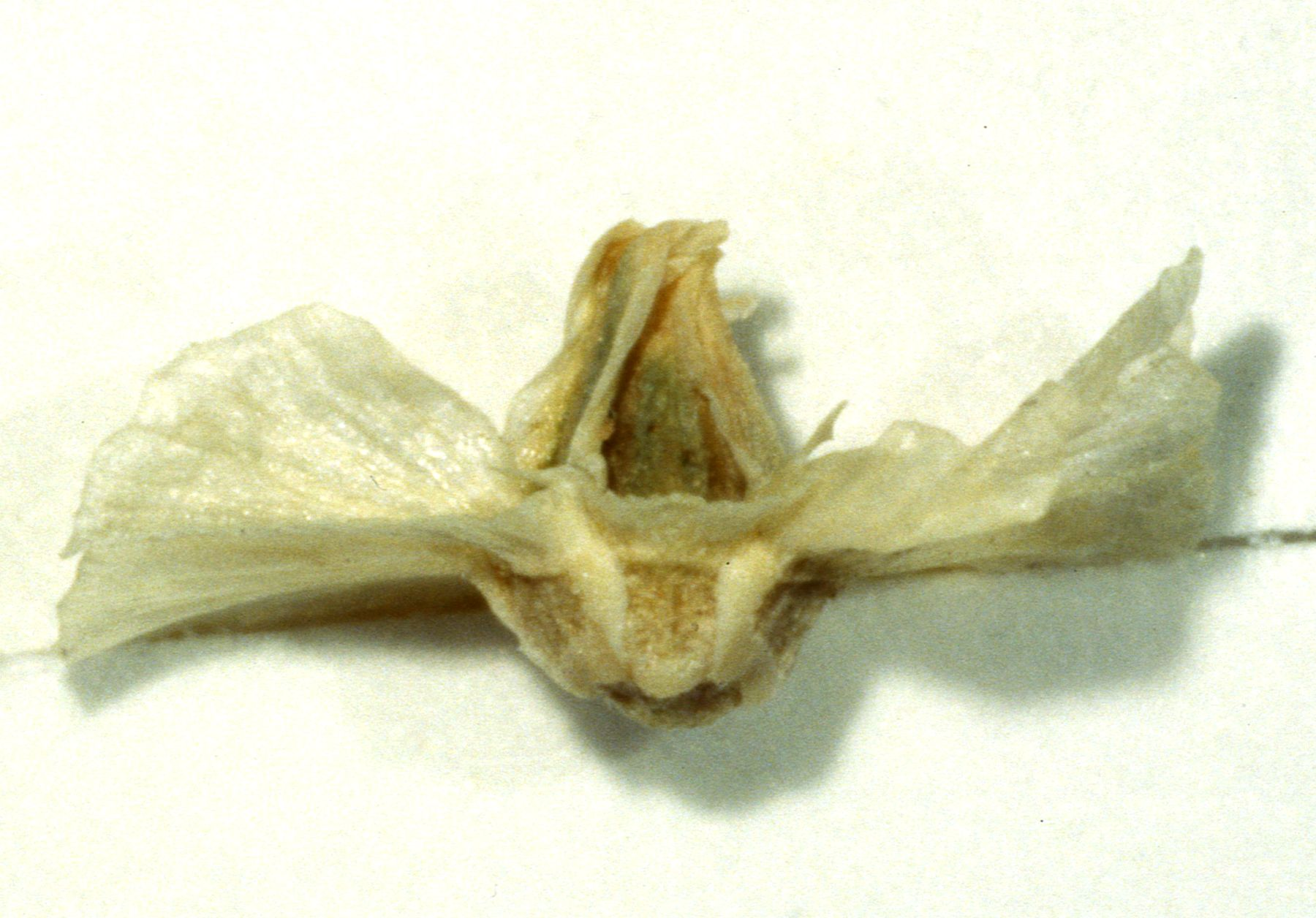
fruto (vista lateral)

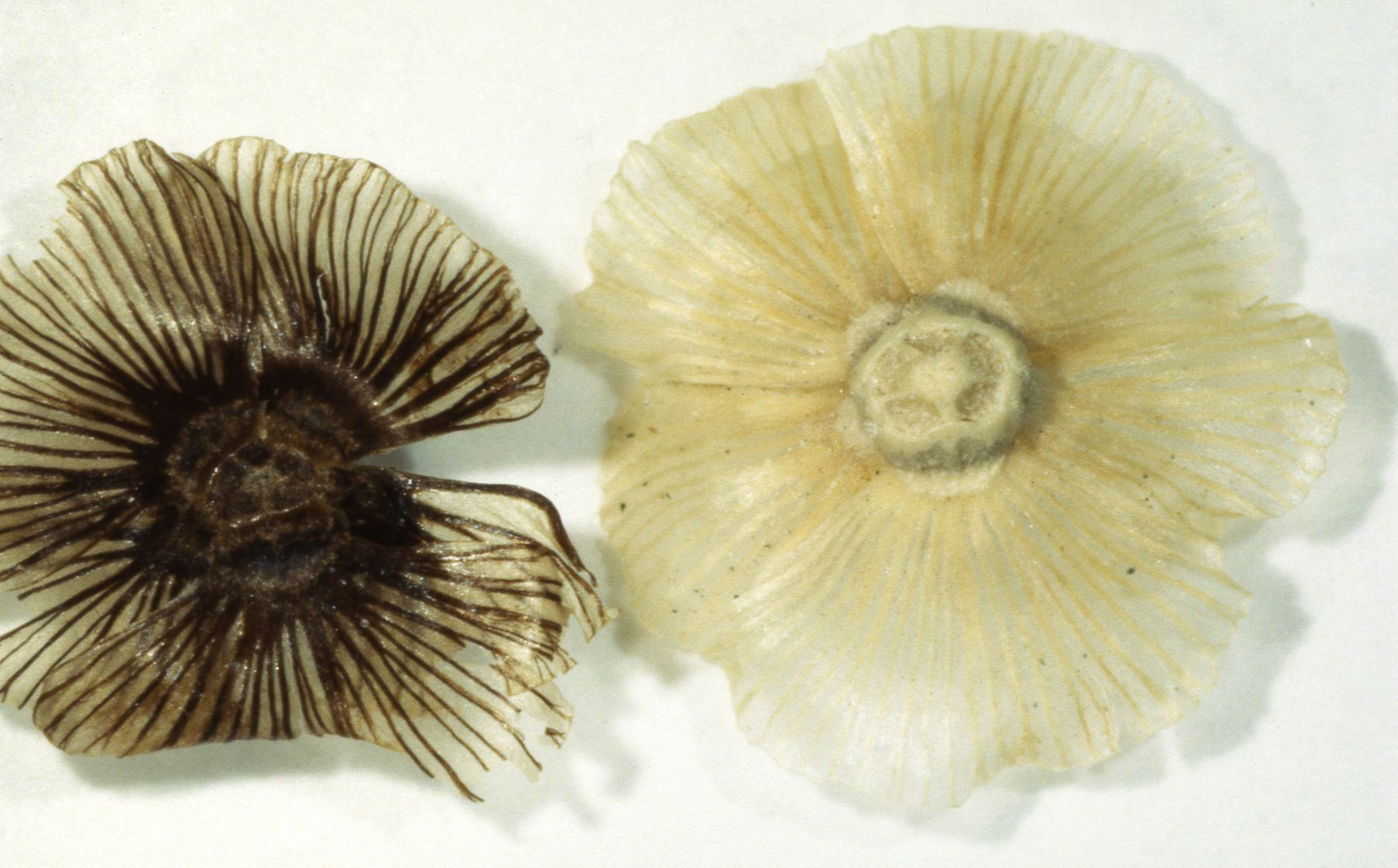
fruto (base) de ssp. niger (izqda) y ssp. bottae (derecha)

## Descripción
Halothamnus bottae es un arbusto que alcanza un tamaño de 30-50 cm de altura, con ramas espinosas de color azulado-verdosas. Las hojas son n triangulares, y sólo alcanzan 0,7-3 (raramente 8) mm de largo. Las flores son de 2,6-3,6 mm de largo. El fruto alado es de 6-9 mm de diámetro. La parte inferior del tubo del fruto tiene grandes fosas ovales superficiales que alternan con cinco venas prominentes radiales.
La subespecie Halothamnus bottae ssp. niger varía por tener las ramas verdes que pronto se convierten en negras, y por las oscuras alas marrones del fruto.

## Distribución
Halothamnus bottae es endémica de la península arábiga (Arabia Saudita, Yemen, Omán, Emiratos Árabes Unidos). Crece en zonas abiertas de arbustos y semidesérticas en terreno pedregoso seco, a una altitud de 0 a 2.000 m sobre el nivel del mar. La subespecie ssp. niger sólo se produce en el sur de la península arábiga, en las tierras bajas áridas de hasta 100 m sobre el nivel del mar (plantas similares en el este de África pertenecen a  Halothamnus somalensis).

## Usos
En Omán, las partes secas de Halothamnus bottae se utilizan como el tabaco.

## Taxonomía
Halothamnus bottae fue descrita por Jaub. & Spach y publicado en Illustrationes Plantarum Orientalium 2: 50, tab. 136, 1845.
Etimología
Halothamnus: nombre genérico que deriva de las palabras griegas  ἅλς  (halo) = "salino" y θαμνος (thamnos) = "arbusto" lo que significa "arbusto de la sal", y se refiere tanto a los lugares de crecimiento a menudo salados, así como la acumulación de sal en las plantas.
bottae: epíteto
Sinonimia
Caroxylon bottae (Jaub. & Spach) Moq.
Salsola bottae (Jaub. & Spach) Boiss.

## Nombres locales
Arabia Saudí: HAMD AL-ARNAB, TIHYAN
Omán, Jibbali y Dhofari: HAMDEH, KIZZOT
Yemen: ASAL, TANET